# 黃克全
黃克全（1952年—），筆名黃啟歡、金沙寒、浯江廿四劃生、平川、黃頎等，福建金門人，作家。金門高中畢業，1979年自輔仁大學中文系畢業，曾擔任《書評書目》雜誌社編輯。創作文類以詩、小說為主，旁及評論和散文，曾獲新聞局電影故事獎、國軍新文藝銀像獎、金像獎、吳濁流文藝獎、教育部文藝創作獎、臺灣新聞報西子灣副刊年度最佳詩人獎等。

## 生平
1958年八二三砲戰，隨祖母、大姐接受政府安排疏散來臺。

1960年返金門家鄉就讀金沙國小，遇六一七砲戰、六一九砲戰。

1966年國小畢業那年讀海明威的《老人與海》，進入金沙國中。

1969年再度來台，就讀桃園武陵高中。

1972年返鄉讀金門高中，發表第一篇評論〈寫情聖手〉。

1973年讀文化學院大傳系，因志趣不合，自動退學。

1976年起陸續發表詩作、散文等，第一首詩〈砲擊夜〉刊登於《中外文學》。

1982年入伍至澎湖服役，常彳亍海邊，苦思人生困境，若有所得。寫詩、散文、小說。獲國軍文藝獎小說類第二名。

1983年自軍中退伍，定居中壢龍岡，決意專業寫作。

1990年將一句話作品集結成冊，出版《一天清醒的心》，與隱地、邵僩、木心，同為早期自由句的作者。

## 書籍創作
- 1985年，《蜻蜓哲學家》，晨星出版社。
- 1986年，《玻璃牙齒的狼》，晨星出版社。
- 1990年，《一天清醒的心》，爾雅出版社。
- 1994年，《夜戲》，爾雅出版社。
- 1995年，《流自冬季血管的詩》，桃園縣立文化中心。現代詩集。
- 2006年，《兩百個玩笑──給那些遭時代及命運嘲弄的老兵》，爾雅出版社。現代詩集。[3]
- 2011年，《在最深的黑暗，你穿著光》，漢藝色研。現代詩集。

## 相關創作
- 1984年，〈土地之夢〉入選九歌年度散文。
- 1985年，〈顏元叔「五十回首」及其他〉入選爾雅七十四年文學批評選。
- 1987年，〈小天使吹響號音〉入選爾雅七十六年短篇小說選。
- 1988年，〈洞中的臉〉入選前衛臺灣小說選。
- 1989年，〈恐懼與顫怖〉入選九歌中華現代文學大系評論卷。

## 外部連結
- 爾雅典藏館：黃克全小傳 （页面存档备份，存于）